# Zentralamerika- und Karibikspiele 1962/Tennis
Die Tenniswettbewerbe der IX. Zentralamerika- und Karibikspiele 1962 wurden vom 16. bis 22. August (mit einem Ruhetag am 19. August) auf der Anlage des St. Andrew Club in Kingston ausgetragen. Es fanden bei Damen und Herren Einzel und Doppel sowie der Mixedwettbewerb statt. Erfolgreichstes Land war Mexiko mit drei Titeln.

## Herren

### Einzel
| Platz | Land                | Spieler        |
| ----- | ------------------- | -------------- |
| 1     | Trinidad und Tobago | Allan Price    |
| 2     | Mexiko              | Juan Arredondo |
| 3     | Guatemala           | Adolfo Gómez   |

### Doppel
| Platz | Land                | Spieler                        |
| ----- | ------------------- | ------------------------------ |
| 1     | Mexiko              | Juan Arredondo Vicente Zarazúa |
| 2     | Venezuela           | Marcos Gambus Juan Notz        |
| 3     | Trinidad und Tobago | Allan Price Michael Valdez     |

## Damen

### Einzel
| Platz | Land        | Spielerin     |
| ----- | ----------- | ------------- |
| 1     | Mexiko      | Antonia Prado |
| 2     | Mexiko      | Elena Osuna   |
| 3     | Puerto Rico | Marta Torros  |

### Doppel
| Platz | Land        | Spielerinnen                        |
| ----- | ----------- | ----------------------------------- |
| 1     | Mexiko      | Elena Osuna Antonia Prado           |
| 2     | Puerto Rico | Josefina Cabrera Cindy Golbert      |
| 3     | Jamaika     | Rosemarie Desnoes Jean Passailaigue |

Es nahmen nur drei Paare teil. Es gab folgende Ergebnisse:
- Osuna/Prado - Cabrera/Golbert 6:4, 7:9, 6:0
- Osuna/Prado - Desnoes/Passailaigue 7:5, 6:0
- Cabrera/Golbert gewannen gegen Desnoes/Passailaigue mit unbekanntem Ergebnis

## Mixed
| Platz | Land                | Spieler                               |
| ----- | ------------------- | ------------------------------------- |
| 1     | Puerto Rico         | Cindy Golbert Juan Alberto Rios López |
| 2     | Mexiko              | Antonia Prado Juan Arredondo          |
| 3     | Trinidad und Tobago | Ria Chong-Ashing Michael Valdez       |

## Medaillenspiegel
| Platz | Land                | Gold | Silber | Bronze | Gesamt |
| ----- | ------------------- | ---- | ------ | ------ | ------ |
| 01    | Mexiko              | 3    | 3      | —      | 6      |
| 02    | Puerto Rico         | 1    | 1      | 1      | 3      |
| 03    | Trinidad und Tobago | 1    | —      | 2      | 3      |
| 04    | Venezuela           | —    | 1      | —      | 1      |
| 05    | Guatemala           | —    | —      | 1      | 1      |
| 05    | Jamaika             | —    | —      | 1      | 1      |

## Quelle
- Memoria Oficial del Comité Organizador de los IX Juegos Deportivos Centroamericanos y del Caribe, (PDF-Datei, 22,1 MB), Resultados y Estatisticos, S. 22–24.